# Арена-футбол
Арена-футбол (англ. Arena football), аренабол — мини-разновидность американского футбола.
Правила адаптированы для игры на небольших площадках в закрытых помещениях. Состав команды — 12 человек, из которых на площадке находится 8. Замены свободные. Размеры ворот (особой конструкции), мяча, счёт и правила атаки-нападения в основном соответствуют правилам американского футбола. В игре используются «бортики» и ограждающие сетки, при касании которых мяч при определенных условиях считается остающимся в игре. Кроме того, используется оригинальное правило исчисления размера «дистанционного» штрафа за нарушения расстановки и другие нарушения при вводе мяча в игру: на половину дистанции до цели (для защищающейся команды) или удвоения его (для нападения); в «большом» американском футболе подобные штрафы всегда выражаются в абсолютных величинах — обычно это пять или десять ярдов.
Развивалась, в основном, под эгидой Лиги американского футбола в закрытых помещениях (Arena football league, AFL), созданной в 1988 году и отличающейся крайне непостоянным числом и составом участников (на 2013 г. — 14 команд в двух конференциях). AFL является третьей по возрасту и значимости в Северной Америке лигой американского футбола (после NFL и CFL). После непродолжительного кризиса и реорганизации в 2009 году отмечен рост популярности AFL у зрителей и спонсоров. Игра развивается также в Китае. В Европе и СНГ интерес к игре возник в основном в связи с трансляциями матчей AFL на каналах «Евроспорта» в 2013 году
Футбольная лига Arena была сокращена до шести команд в октябре 2019 года, затем приостановила работу и в ноябре подала заявление о банкротстве. В 2020 году AFL сделала заявление, что все шесть отделений Arena Football League (AFL) закрыли деловые операции. Комиссар лиги Рэндалл Бо сказал, что это решение было принято после многомиллионного судебного иска против лиги страховой компанией, с которой она работала.

## Россияне в AFL
Воспитанник клуба по американскому футболу Апачи Нижний Новгород Илья Никитин - в 2024 году подписал профессиональный контракт с клубом Washington Wolfpack, выступающем в Arena Football League в США